# ملعب المدينة (جيبوتي)
ملعب المدينة هو ملعب متعدد الاستخدام يقع في جيبوتي عاصمة جيبوتي. غالبا ما يتم استخدامه لمباريات كرة القدم. يسع الملعب لجلوس 10 آلاف مقعد . في أبريل 2007 تم زرع الملعب بحشيش صناعي بتمويل من الاتحاد الدولي لكرة القدم كجزء من تطوير المنشئات في القارة الأفريقية.

## روابط خارجية
- Photo نسخة محفوظة 23 ديسمبر 2018 على موقع واي باك مشين. at worldstadiums.com